# Halowe Mistrzostwa Europy w Lekkoatletyce 1977 – bieg na 800 m kobiet
Bieg na 800 metrów kobiet – jedna z konkurencji biegowych rozgrywanych podczas halowych lekkoatletycznych mistrzostw Europy w hali Velódromo de Anoeta w San Sebastián. Eliminacje zostały rozegrane 12 marca, a  bieg finałowy 13 marca 1977. Zwyciężyła reprezentantka Wielkiej Brytanii Jane Colebrook, która w finale ustanowiła nieoficjalny halowy rekord świata rezultatem 2:01,12 s. Tytułu zdobytego na poprzednich mistrzostwach nie broniła Nikolina Szterewa z Bułgarii.

## Rezultaty

### Eliminacje
Rozegrano 2 biegi eliminacyjne, do których przystąpiło 11 biegaczek. Awans do finału dawało zajęcie jednego z pierwszych dwóch miejsc w swoim biegu (Q). Skład półfinałów uzupełniły dwie zawodniczki z najlepszym czasem wśród przegranych (q).
Opracowano na podstawie materiału źródłowego.
Bieg 1
| Miejsce | Zawodniczka           | Czas   | Uwagi |
| ------- | --------------------- | ------ | ----- |
| 1       | Totka Petrowa         | 2:02,6 | Q     |
| 2       | Elżbieta Katolik      | 2:02,9 | Q     |
| 3       | Jane Colebrook        | 2:03,2 | q     |
| 4       | Brigitte Koczelnik    | 2:03,8 | q     |
| 5       | Anne-Marie Van Nuffel | 2:05,0 |       |
| 6       | Chantal Aubry         | 2:06,1 |       |

Bieg 2
| Miejsce | Zawodniczka        | Czas   | Uwagi |
| ------- | ------------------ | ------ | ----- |
| 1       | Swietłana Styrkina | 2:04,0 | Q     |
| 2       | Swetła Kolewa      | 2:04,2 | Q     |
| 3       | Gisela Klein       | 2:04,4 |       |
| 4       | Irén Lipcsei       | 2:06,5 |       |
| 5       | Colette Besson     | 2:06,9 |       |

### Finał
Opracowano na podstawie materiału źródłowego.
| Miejsce | Zawodniczka        | Czas    | Uwagi |
| ------- | ------------------ | ------- | ----- |
| 1       | Jane Colebrook     | 2:01,12 | WR    |
| 2       | Totka Petrowa      | 2:01,17 |       |
| 3       | Elżbieta Katolik   | 2:01,3  |       |
| 4       | Swietłana Styrkina | 2:01,4  |       |
| 5       | Swetła Kolewa      | 2:02,2  |       |
| 6       | Brigitte Koczelnik | 2:05,6  |       |